# Sonety młode

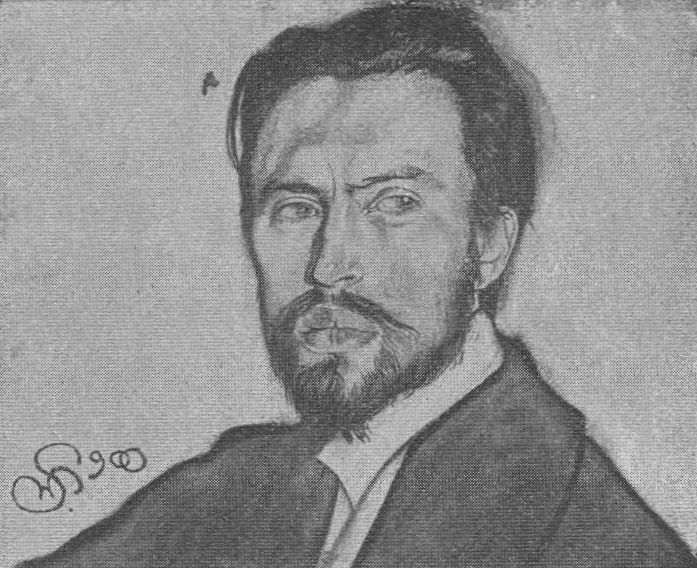
Stanisław Wyspiański, Portret Jerzego Żuławskiego, pastel, 1900 r.

Sonety młode – cykl wierszy młodopolskiego poety Jerzego Żuławskiego. Dzieli się na cztery części. Zawiera ponad pięćdziesiąt sonetów. Utwory składające się na cykl powstały w latach 1892-1897. Są napisane głównie trzynastozgłoskowcem.